# Roi Weilie de Zhou
Le roi Weilie de Zhou, ou Zhou Weilie wang (chinois : 周威烈王), de son nom personnel Ji Wu (姬午), fut le trente-deuxième souverain de la dynastie Zhou. Il fut intronisé à Luoyi en 426 av. J.-C. Il régna vingt-quatre ans, de 426 à 402 av. J.-C..

## Règne

### Instabilité au pays de Jin
L'instabilité qui régnait au pays de Jin depuis déjà un long moment, s'aggrava encore. En 453 av. J.-C., le duc de Jin fut assassiné par les trois familles les plus puissantes du duché : Han, Wei et Zhao. À partir de ce moment, le duché de Jin n'avait plus de réalité politique et était destiné à être démembré. Cependant, comme le duché de Jin a longtemps soutenu les rois Zhou, le roi Weilie ne voyait pas d'un bon œil d'élever à la dignité de marquis les familles Han, Wei et Zhao. Plusieurs demandes en ce sens ont été déposées à la cour des Zhou et ont toutes été rejetées. Le roi Weilie pensait que d'élever des rebelles à une telle dignité serait dangereux et ferait jurisprudence dans tous le pays. Hostile à cette idée, il rejeta toutes les demandes pendant plus de vingt ans, avant de céder.

### Le démembrement de Jin
Finalement malgré toutes ses réticences, en 403 av. J.-C., il éleva à la dignité de marquis les seigneurs des grandes familles de Han, de Wei et de Zhao qui minèrent l'autorité du duc de Jin et furent à la base de la destruction dudit duché en 376 av. J.-C.